# Toksyczność
Toksyczność – cecha substancji chemicznych polegająca na powodowaniu zaburzeń funkcji lub śmierci komórek żywych, narządów lub całych organizmów po dostaniu się w ich pobliże. Substancje te mogą wywierać działanie trujące po wchłonięciu ich m.in. drogą doustną, oddechową lub w wyniku absorpcji przez skórę.

Standardowe oznaczenie substancji toksycznej na obszarze Unii Europejskiej, wprowadzone przez Dyrektywę 67/548/EWG

Toksyczność to działanie niepożądane wynikające z reakcji chemicznych, fizykochemicznych pomiędzy związkiem chemicznym, który wniknął do ustroju, a układem biologicznym (DNA, enzymy).

## Parametr LD
Aby ilościowo oceniać i porównywać toksyczne działanie substancji, stworzono parametr dawki śmiertelnej LD (z ang. lethal dose – „dawka śmiertelna”). Najczęściej używa się wartości LD50, czyli takiej dawki ksenobiotyku, która wywołuje śmierć połowy populacji zwierząt doświadczalnych, którym podano daną substancję. Innym parametrem, stosowanym dla substancji gazowych, jest stężenie śmiertelne we wdychanym powietrzu, oznaczane skrótem LC (z ang. lethal concentration – „stężenie śmiertelne”).
Na podstawie badań toksyczności ostrej na zwierzętach, Hodge i Sterner sklasyfikowali substancje toksyczne, dzieląc je na 6 grup, w zależności od LD50:
| Stopień toksyczności | Nazwa                    | Doustne LD50 (g/kg masy ciała); szczury | Skórne LD50 (g/kg masy ciała); króliki | Inhalacyjne LD50 (ppm – części na milion); szczury | Prawdopodobna dawka śmiertelna dla dorosłego człowieka w gramach |
| -------------------- | ------------------------ | --------------------------------------- | -------------------------------------- | -------------------------------------------------- | ---------------------------------------------------------------- |
| 1                    | Nadzwyczaj toksyczna     | ≤0,001                                  | ≤0,005                                 | ≤10                                                | ≈0,065                                                           |
| 2                    | Bardzo toksyczna         | 0,05                                    | 0,043                                  | 100                                                | 4                                                                |
| 3                    | Średnio toksyczna        | 0,5                                     | 0,34                                   | 1000                                               | 30                                                               |
| 4                    | Słabo toksyczna          | 5,0                                     | 2,81                                   | 10 000                                             | 250                                                              |
| 5                    | Praktycznie nietoksyczna | 15,0                                    | 22,6                                   | 100 000                                            | 1000                                                             |
| 6                    | Stosunkowo nieszkodliwa  | >15,0                                   | >22,6                                  | >100 000                                           | >1000                                                            |

Klasyfikacja działania toksycznego substancji chemicznej po podaniu dożołądkowym stosowana w krajach wspólnoty europejskiej. Metoda klasyczna.
| Zakres LD50 (mg/kg masy ciała) | Klasa toksyczności |
| ------------------------------ | ------------------ |
| LD50 < 25                      | Bardzo toksyczna   |
| 25 < LD50 < 200                | Toksyczna          |
| 200 < LD50 < 2000              | Szkodliwa          |
| 2000 < LD50                    | Nieklasyfikowana   |

Do najbardziej znanych trucizn należą: arszenik (ma LD50 = 20 mg/kg), cyjanowodór (ma LD50 = 1,5 mg/kg). Dla porównania LD50 chlorku sodu wynosi 3000 mg/kg, a dla THC LD50 = 1259 mg/kg.